# Baie des Veys
Die Baie des Veys (deutsch: Bucht von Les Veys) ist eine größere Einbuchtung der Baie de Seine. Folgende Flüsse münden an dieser Stelle in den Ärmelkanal: die Douve nahe Carentan und die Vire bei Isigny-sur-Mer.

## Geschichte
Als sich im Jahr 1047 der damals 19-jährige Herzog Wilhelm in Valognes aufhielt, wurde er vor einer Verschwörung der Ritter der Westnormandie gewarnt, die seine Herrschaft nicht anerkennen wollten. Er floh in Richtung Südosten und überquerte in der Nacht die Baie des Veys. Aus Angst, erkannt zu werden, mied er die Städte. Er kam in die Gegend von Bayeux an, wo er von einem treuen Ritter empfangen und von dessen Söhnen bis nach Falaise geführt wurde. Er bat den französischen König Heinrich I. um Hilfe. Gemeinsam mit dem französischen Heer gewann er in Val-ès-Dunes.
Die Baie des Veys befindet sich zwischen den Landungsstränden Utah Beach und Omaha Beach.

## Geografie
Die Baie des Veys wird von der Halbinsel Cotentin und dem Bessin begrenzt. Sie ist über die RN13 und die Eisenbahnstrecke Paris-Caen-Cherbourg erreichbar.
Die Bucht befindet sich im Regionalen Naturpark Marais du Cotentin et du Bessin. Die Bucht ist seicht, die Gezeitenunterschiede sind groß. In diesem Sinne bildet sie das Pendant zur Baie du Mont-Saint-Michel, die sich auf der anderen Seite der Halbinsel Cotentin befindet, selbst wenn die Gezeitenunterschiede hier nicht so bedeutend sind, wie in der Baie du Mont-Saint-Michel, und auch wenn die Baie du Mont-Saint-Michel größer ist. Bei Ebbe ist die Baie des Veys eine Sandwüste von 7 km².
Bei Flut müssen die Kanäle benutzt werden, die entweder nach Carentan oder Isigny-sur-Mer führen. Bis zu den 1960er Jahren wurde Holz aus dem Norden eingeführt, und Butter ausgeführt.
Bevor im 19. Jahrhundert Polder angelegt wurden, wurde zwischen dem Grand Vey und dem Petit Vey unterschieden.
Das Grand Vey bildete den größten nördlichen Teil zwischen Sainte-Marie-du-Mont, Brévands und  Géfosse-Fontenay. Bei Ebbe bestand die Furt aus Untiefen aus Sand. Dort befand sich der 8 Kilometer lange, römische Pfad zwischen Alauna (Valognes) und Augustodurum (Bayeux). Vier Hauptfurten wurden durchwatet, und zwar:
- Gué (Furt) von Carentan
- Furt von Brévands
- Furt von Vire
- Furt von Isigny-sur-Mer[2].

Die Hauptuntiefen waren von Nord nach Süd::
- Le banc (Untiefe) du Nord
- Les Rouelles
- Le banc (Untiefe) de Fer
- Le banc (Untiefe) Ferraillon
- Le banc (Untiefe) de l’Islette
- Le banc (Untiefe) de la Madeleine
- Le banc (Untiefe) du Camp

Das Petit Vey war nichts anderes als die Mündung des Vire, die ins Grand Vey mündete. Eine alte Chaussee überquert das Petit Vey.
An der Bucht werden Austern gezüchtet. Von 30.000 Tonnen, die in der Normandie pro Jahr gezüchtet werden, kommen 10.000 Tonnen pro Jahr aus Isigny-sur-Mer und Utah Beach.
Es wird nicht nur gefischt, sondern es werden auch Herzmuscheln gesammelt und an den Ufern oder in den Gabionen auch Wasservögel gejagt.

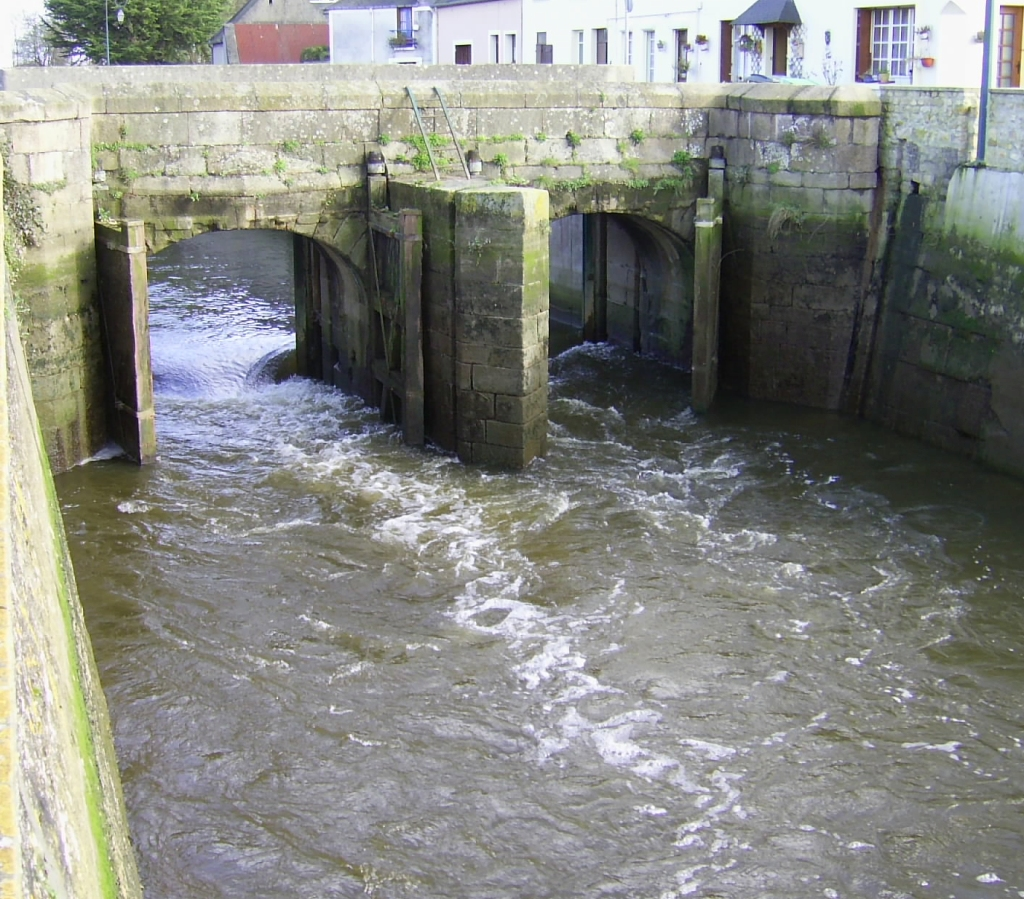
Die Aure in Isigny-sur-Mer. Die Portes à flot öffnen bei Ebbe und schließen bei Flut.

Im Baie des Veys gibt es vier sogenannte portes à flot, einfache Schleusen, und zwar:
- Ponts au Douet et aux Vaches auf der Aure in Isigny-sur-Mer
- auf der Taute in Saint-Hilaire-Petitville
- Pont de la Barquette auf dem Douve in Carentan
- Pont du Vey auf dem Vire zwischen Isigny-sur-Mer und  les Veys

Die portes à flot schließen bei Flut und öffnen bei Ebbe ohne elektrischen Strom, nur mit dem Druckunterschied. Ohne sie dränge das Meer in das Land ein.

## Ramsar-Stätte
Am 8. April 1991 wurde die Baie des Veys als Ramsar-Stätte ausgewiesen.

## Bibliografie
- Philippe Pesnelle: La Baie des Veys. in: Passé simple. Verlag Alan Sutton, Saint-Cyr-sur-Loire 2004, ISBN 2-84910-083-8.